# Robert Caldwell
Robert Caldwell (1814 -1891) var en filolog och kristen missionär, som grundlade det språkvetenskapliga studiet av de dravidiska språken med sitt grundläggande arbete A comparative grammar of Dravidian Languages (1856; reviderad upplaga 1875; en tredje upplaga utgavs 1913).
Caldwell var verksam inom den kristna missionen i Indien, och utsågs 1877 till biskop vid missionsstationen i Tirunelveli i delstaten Tamil Nadu (koloniala namn: Tinnevelli i provinsen Madras).
Han var den förste europén som förde fram teorin att de sydindiska språken telugu, tamil, malayalam och kannada bildar en språkgrupp, som han kallade dravidspråken, språkhistoriskt skild från sanskrit och övriga indoariska språk. Han föreslog att talare av ett proto-dravidspråk skulle ha trängt in i Indien från nordväst.